# Goudelin
Goudelin é uma comuna francesa na região administrativa da Bretanha, no departamento Côtes-d'Armor. Estende-se por uma área de 22,87 km². Em 2010 a comuna tinha 1 773 habitantes (densidade: 77,5 hab./km²).